# Краєва Ірина Вікторівна
Ірина Вікторівна Краєва (ур. Янович, нар. 14 липня 1976, Ленінський, Амурська область, Росія) — українська велосипедистка, призер Олімпійських ігор.
Бронзову олімпійську медаль Ірина Янович виборола на сіднейській Олімпіаді в спринті.